# Dhrystone
Dhrystone je program pro reprezentativní zjišťování celočíselného výkonu počítače (tzv. syntetický benchmark), vyvinutý v roce 1984 Reinholdem P. Weickerem. Přesněji řečeno, jeho prostřednictvím se zjišťuje výkon čistě CPU jader, tedy bez FPU a GPU. Dhrystone se objevil, aby se stal měřítkem obecného procesorového výkonu. Název „Dhrystone“ je slovní hříčka odvozená od jiného benchmarku, zvaného „Whetstone“.
V Dhrystone Weicker shromáždil metadata z široké škály software, včetně programů napsaných v jazycích FORTRAN, PL/I, SAL, ALGOL 68, Pascal. Jejich pomocí pak simuluje chování programů v různých obecných, často používaných konstrukcích, jako: volání podprogramu, dereferencování ukazatele, přiřazení, atd. Z důvodu reprezentativnosti byl benchmark Dhrystone přepsán i pro další mixy. Byl publikován v jazyce Ada a Rickem Richardsonem byla vyvinuta („verze 1.1“) verze v jazyce C pro systémy Unix, která výrazně přispívá k jeho popularitě.

## Dhrystone vs. Whetstone
Benchmark Dhrystone neobsahuje žádné operace v pohyblivé řádové čárce, proto vznikl jeho název jako slovní hříčka odvozená od již tehdy populárního Whetstone, benchmarku pro operace v pohyblivé řádové čárce (FLOPs). Výstupem z benchmarku je počet Dhrystones za sekundu (počet průchodů kódem hlavní smyčky za sekundu).
Jak Whetstone, tak Dhrystone, jsou syntetické benchmarky, což znamená, že jde o jednoduché programy, které jsou pečlivě navrženy tak, že statisticky napodobují využití procesoru některými obecnými programy. Benchmark Whetstone, vyvinutý v roce 1972, na základě měření z roku 1970, se původně snažil napodobit typické programy naprogramované v Algolu 60, ale nakonec se jeho nejpopulárnější verzí stala ta naprogramovaná ve Fortranu, což odráží silnou orientaci na operace v pohyblivé řádové čárce v roce 1960.

## Dopady
Výsledek Dhrystone může být objektivnější než (teoretický) údaj MIPS (milionů instrukcí za sekundu), protože při porovnávání různých instrukčních sad (např. RISC vs. CISC), může být tento údaj zavádějící.
Například stejná úloha na vysoké úrovni může vyžadovat mnoho dalších instrukcí na počítači s RISC CPU, ale může být provedena rychleji než jedna instrukce na počítači s CISC CPU. Skóre Dhrystone tedy počítá pouze počet dokončených cyklů programu za sekundu, což umožňuje jednotlivým počítačům provádět tento výpočet způsobem specifickým pro konkrétní architekturu.
Dalším často používaným zobrazením benchmarku Dhrystone je jednotka DMIPS (Dhrystone MIPS) získaný dělením výsledku Dhrystone hodnotou 1757 (což je počet Dhrystones za sekundu získaný na počítači VAX 11/780 o jmenovitém výkonu 1 MIPS).